# Желибор
Желибор (бел. Жалібор) — упразднённый посёлок в Комаринском сельсовете Брагинского района Гомельской области Беларуси.

## География

### Расположение
В 44 км на юг от Брагина, 163 км от Гомеля.

## Транспортная система
Транспортные связи по просёлочной, затем автомобильной дороге Комарин — Брагин. Деревянные дома усадебного типа построены около просёлочной дороги.

## История
По письменным источникам известен со 2-й половины XIX века. Согласно переписи 1897 года — фольварк. В 1908 году в Савитской волости Речицкого уезда Минской губернии.
В 1930 году организован колхоз «XII октябрь», работали ветряная мельница и шерстечесальня. Во время Великой Отечественной войны в мае 1942 года фашисты полностью сожгли посёлок и убили 9 жителей. В 1959 году входил в состав колхоза имени В.И. Ленина (центр — деревня Крюки).
20 августа 2008 года посёлок упразднён.

## Население
После катастрофы на Чернобыльской АЭС и радиационного загрязнения жители (7 семей) переселены в 1986 году в чистые места.

### Численность
- 2004 год — жителей нет

### Динамика
- 1897 год — 1 двор, 3 жителя (согласно переписи)
- 1908 год — 20 дворов, 147 жителей
- 1940 год — 42 двора, 248 жителей
- 1959 год — 102 жителя (согласно переписи)
- 1986 год — жители (7 семей) переселены